# Janko Matúška
Janko Vlastimil Matúška (10. ledna 1821 Dolný Kubín – 11. ledna 1877 Dolný Kubín) byl slovenský romantický básník, prozaik a dramatik.

## Životopis
Narodil se v rolnické rodině a vzdělání získával v Dolním Kubíně, Gemeru a v Bratislavě, kde studoval na lyceu a stal se též členem Ústavu řeči a literatury československé. Ze školy odešel v roce 1844 na protest proti propuštění Ľudovíta Štúra a začal pracovat jako vychovatel v Oravském Podzámku. V něm v roce 1848 organizoval slovenské národněosvobozenecké hnutí. Po skončení povstání pracoval ještě krátce jako vychovatel v Oravském Podzámku, v roce 1851 začal pracovat ve státní službě a od roku 1870 byl správcem kanceláře soudu v rodném Dolním Kubíně.
Zemřel v roce 1877 den po svých 56 narozeninách na následky dlouhodobého onemocnění.

## Tvorba
První básně a veršované pověsti začal psát již během studií na bratislavském lyceu. Psal především vlastenecké básně a veršované pověsti, ve kterých se často inspiroval lidovou slovesností. Nezajímal jej příliš příběh jako takový, ale snažil se o zobrazení citového života jeho hrdinů a vykreslení atmosféry, ve které se děj odehrával. Svoji literární kariéru ukončil v revolučních letech 1848 až 1849.
Jeho báseň Nad Tatrou sa blýska napsaná v roce 1844 při příležitosti propuštění jeho učitele Ľudovíta Štúra se stala předlohou slovenské hymny.

## Dílo
- Seznam děl v Souborném katalogu ČR, jejichž autorem nebo tématem je Janko Matúška

### Poezie
- Púchovská skala
- Svätý zákon
- Hrdoš
- Pomsta
- Klára Zachová
- Kozia skala

### Próza
- Zhoda liptovská

### Výběry a souborná díla
- 1921 - Janka Matúšku Zobrané spisy básnické
- 1971 - Piesne a báje, výběr z poezie, dramatu i prózy

### Drama
- 1846 - Siroty